# ...اول، آسیب نرسان
«... اول، آسیب نرسان» یا «... ابتدا، آسیب نرسان» (انگلیسی: ‎...First Do No Harm) یک فیلم تلویزیونی آمریکایی است که در سال ۱۹۹۷ منتشر شد. از بازیگران آن می‌توان به مریل استریپ، فرد وارد، ست آدکینز، الیسون جنی، و مارگو مارتیندال اشاره کرد.

## موضوع فیلم
این فیلم دربارهٔ یک خانواده آمریکایی شاد و بی‌نیاز از لحاظ مالی است. لُری(مریل استریپ) مادر سه فرزند و همسر یک راننده کامیون یه نام دِیو(فرد وارد) است. این خانواده یک اسب می‌خرند و برای رفتن به هاوایی برنامه‌ریزی می‌کنند اما…